# Deron Williams
Deron Michael Williams (født 26. juni 1984, i Parkersburg, West Virginia, USA) er en amerikansk basketballspiller, der spiller som point guard i NBA-klubben Brooklyn Nets. Han har spillet for Nets siden 2010. Før han han kom til nets var han i Utah Jazz, hvor han var fra 2005-2010

## Landshold
Williams var med op det amerikanske landshold ved OL 2008 i Beijing. Med Kobe Bryant, Dwayne Wade og LeBron James i spidsen vandt amerikanerne den indledende pulje stensikkert. I kvartfinalen blev det sikker sejr over Australien, i semifinalen over Argentina, og i finalen sikrede amerikanerne sig guldet med sejr på 118-107 over verdensmestrene fra Spanien.
Ved OL 2012 i London var NBA-stjernerne igen på toppen med blandt andet Williams, Bryant og James, og de vandt igen alle kampe i indledende runde. I kvartfinalen blev Australien besejret, mens Argentina i semifinalen ligeledes måtte indkassere et nederlag, hvorpå finalen mod Spanien blev en ret tæt affære, hvor amerikanerne først i kampens sidste par minutter sikrede sig guldet med 107-100, så Spanien fik sølv, mens Rusland fik bronze.